# FeedBurner
FeedBurner – serwis do zarządzania kanałami RSS/Atom uruchomiony w lutym 2004 roku. Serwis był notowany w rankingu Alexa na miejscu 17 518.
3 czerwca 2007 FeedBurner został zakupiony przez Google za 100 mln USD.